# Xu Hongzhi
Xu Hongzhi (cinese: 许宏志; Jiamusi, 26 settembre 1996) è un pattinatore di short track cinese.

## Palmarès

### Olimpiadi
- 1 medaglia:
  - 1 argento (5000 m staffetta a Pyeongchang 2018).

### Mondiali
- 5 medaglie:
  - 2 ori (staffetta 5000 m a Mosca 2015; staffetta 5000 m a Seul 2016);
  - 3 argenti (staffetta 5000 m a Rotterdam 2017; 3000 m a Montréal 2018; staffetta 5000 m a Sofia 2019).

### Giochi asiatici
- 1 medaglia:
  - 1 oro (staffetta 5000 m a Sapporo 2017).